# Hudson Soft HuC6280
Hudson Soft HuC6280 - 8-bitowy mikroprocesor japońskiej firmy Hudson Soft instalowany głównie w konsoli TurboGrafx-16. Jest to ulepszona wersja układu WDC 65C02.
Procesor operował dwoma prędkościami: 1.7897725 MHz i 7.15909 MHz. Posiadał jądro układu 65C02 wraz z dodanymi dodatkowymi instrukcjami. Do pozostałych cech należały:
- Kontroler przerwań
- Jednostka MMU
- Timer
- 8-bitowy równoległy port wejścia/wyjścia
- Programowalny generator dźwięku

HuC6280 posiadał 64 KB logicznej przestrzeni adresowej i 2 MB fizycznej przestrzeni adresowej. W celu dostępu do całej zawartości pamięci, układ używał jednostki MMU, która dzieliła przestrzeń pamięci na tzw. segmenty (strony). Podział logicznej przestrzeni adresowej wygląda następująco:
```
           page 0 → $0000-$1FFF
           page 1 → $2000-$3FFF
           page 2 → $4000-$5FFF
           page 3 → $6000-$7FFF
           page 4 → $8000-$9FFF
           page 5 → $A000-$BFFF
           page 6 → $C000-$DFFF
           page 7 → $E000-$FFFF
```

Każda ze stron powiązana była z 8-bitowym rejestrem MPR0-7. W celu dostępu do niego, używane były dwie instrukcje:
- TAMi - przenosząca zawartość akumulatora (A) do rejestru MPR (0-7)
- TMAi - przenosząca zawartość rejestru do akumulatora

Programowalny generator dźwięku posiadał 6 kanałów pracujących parami. Posiadały one następujące funkcjonalności:
```
       0-1 - Wytwarzanie przebiegu
             Modulacja częstotliwości (kanał 1 wyciszony)
       2-3 - Wytwarzanie przebiegu tylko
       4-5 - Wytwarzanie przebiegu
             Wytwarzanie szumu białego
```

Szum biały służył symulacji perkusji, instrumentów i efektów takich jak eksplozje etc. Alternatywnie każdy kanał mógł być indywidualnie przełączany w tryb Direct D/A, gdzie dane trafiały bezpośrednio do miksera umożliwiając uzyskanie bardziej złożonej formy dźwięku, takiej jak np. mowa. Niestety, powodowało to większą trudność w programowaniu, a co za tym idzie wymagało większego obciążenia procesora.